# Vía Democrática
Vía Democrática (en árabe, النهج الديمقراطي Al-Nahy al-Dīmuqrāṭī, o Annahj Addimocrati en su transcripción francesa) es un partido político de Marruecos creado en 1995 como una corriente política operante dentro de la legalidad, continuadora de la tradición revolucionaria del movimiento comunista marroquí, y en particular de la organización Ilal Amam.

## Historia y perfil
En 2004, cuando el partido fue legalizado por las autoridades marroquíes, su Secretario General era Abdallah El Harrif, quien fue sucedido por Mustafá Brahma en julio de 2012. El partido tiene 50 secciones locales en Marruecos.
Vía Democrática se constituyó en 1995 por miembros de la organización clandestina Ilal Amam ("Adelante"), integrada por simpatizantes del Movimiento Marxista-Leninista Marroquí, creada en 1970 por disidentes del efímero Partido de la Liberación y el Socialismo (antiguo Partido Comunista Marroquí). Fueron objeto de una dura represión por parte de las autoridades marroquíes; miles de militantes fueron encarcelados (la mayoría recibieron sentencias de 10 años de prisión); otros, como Abdellatif Zeroual - uno de los fundadores de Ilal Amam - murieron en centros de tortura o durante las huelgas de hambre iniciadas en prisión para exigir sus derechos (como Saida Menebhi); otros desaparecieron sin que se sepa la verdad sobre sus destinos.
El I Congreso Nacional de Vía Democrática se celebró entre el 16 y el 18 de julio de 2004, mientras que el de la juventud de Vía Democrática se celebró entre el 22 y el 24 de diciembre de 2006 en el Salón Mehdi Ben Barka de Rabat. El II Congreso se celebró en julio de 2008, y el III Congreso se celebró entre el 13 y el 15 de julio de 2012 en Casablanca.
En 2004 el partido formó una alianza con el partido Lealtad a la Democracia, la Izquierda Socialista Unificada, el Partido de la Vanguardia Socialista y el Congreso Nacional Ittihad.
El principal objetivo de Vía Democrática es la construcción del socialismo, con una sociedad democrática que ponga fin al capitalismo y a la explotación humana. El partido critica las "ilusiones de alternancia", refiriéndose a la presencia de la Unión Socialista de Fuerzas Populares (USFP), hasta entonces el principal partido de la oposición, en el gobierno formado en 1998. Vía Democrática ha boicoteado todas las elecciones celebradas desde su creación (al igual que otro partidos marroquíes han hecho en el pasado, como la Unión Nacional de Fuerzas Populares entre 1972 y 2005), ya que no consideran que el régimen marroquí sea libre ni democrático.
El partido está presente en numerosas causas, movimientos y luchas:
- En sindicatos, comités en defensa de los servicios sociales públicos o apoyando luchas sociales, el movimiento de universitarios desempleados, etc. o luchando contra el "liberalismo salvaje" (privatización, liberalización, desregulación...)
- Sus militantes están implicados en el movimiento marroquí en defensa de los derechos humanos, oponiéndose a las violaciones de derechos humanos del régimen marroquí.
- En la lucha por la democracia, denunciando la actual "fachada democrática" a través de una campaña activa por el boicot electoral, y reclamando elecciones libres y honestas, con la base en una Constitución democrática redactada por una Asamblea Constituyente.
- En la lucha contra la dependencia de Marruecos, contra el militarismo (ejercicios militares con la OTAN, cooperación "antiterrorista"...), contra la política exterior y económica gubernamental (Gran Oriente Medio, Acuerdo de Libre Comercio Marruecos-EE. UU., la proposición de un acuerdo similar con la Unión Europea, la Unión Mediterránea...) que consideran subordinada al imperialismo.
- En la lucha por el reconocimiento de las lenguas amaziges y la cultura amazig como oficiales, así como por una mayor autonomía para las regiones de dicha composición étnica.
- En el apoyo a las luchas de los pueblos, principalmente las de Palestina, Irak y Líbano, así como la lucha "contra la normalización con la entidad sionista".
- En el apoyo a la lucha por la autodeterminación del pueblo saharaui, mediante negociaciones directas entre Marruecos y el Frente Polisario en pos de soluciones pacíficas.

Desde sus primeras apariciones, Vía Democrática apoyó las manifestaciones del Movimiento 20 de Febrero. En abril de 2011, Vía Democrática rechazó la fórmula oficial para reformar la Constitución marroquí, y llamó al fortalecimiento y la consolidación de las movilizaciones, así como a continuar la lucha por un régimen democrático.
Los militantes de Vía Democrática están presentes en las dos principales centrales sindicales del país: la Unión Marroquí de Trabajadores (UMT) y la Confederación Democrática del Trabajo (CDT), así como en organizaciones no gubernamentales como la Asociación Marroquí de Derechos Humanos, la sección de ATTAC en Marruecos, la Asociación Nacional de Graduados Desempleados en Marruecos (ANDCM) y en movimientos por los derechos de las mujeres.
La Vía Democrática conmemora cada 5 de diciembre el "Día de los Mártires", recordando la memoria de los miembros de Ilal Amam asesinados por fuerzas de seguridad y por los que murieron en prisión por torturas o en huelgas de hambre durante los conocidos como Años de Plomo, bajo el reinado de Hassan II.